# Konopiska
Konopiska – wieś w Polsce położona w województwie śląskim, w powiecie częstochowskim, siedziba gminy Konopiska.
W latach 1975–1998 miejscowość położona była w województwie częstochowskim.

## Części wsi
| SIMC    | Nazwa        | Rodzaj    |
| ------- | ------------ | --------- |
| 0135289 | Piła         | część wsi |
| 0135415 | Wygoda-Górka | część wsi |

## Nazwa
Miejscowość ma metrykę średniowieczną i notowana jest po raz pierwszy w XIV wieku. W 1383 jako de Konopisk, 1427 Konopiska, 1453 Conopyszka, 1470-80 Konopisska, 1564 Konopiska, 1629 Konopiska, 1680 Konopiska, 1883 Konopiska.
Nazwa miejscowości pochodzi od nazwy apelatywnej konopisko, czyli ‘miejsce, w którym rosną konopie’.

## Historia
Miejscowość ta po raz pierwszy jest wzmiankowana w źródłach historycznych z roku 1383 jako de Konopisk. Wieś wspomniał Jan Długosz jako własność starosty, kasztelana przemyskiego Jakuba Koniecpolskiego.
W XVI wieku Konopiska stały się własnością zakonu Paulinów rezydujących w klasztorze jasnogórskim. W 1615 wznieśli oni w miejscowości kościółek, który w początku XIX wieku został powiększony i podniesiony do rangi parafialnego.

### Zabory Polski
Miejscowość wymieniona została w XIX-wiecznym Słowniku geograficznym Królestwa Polskiego jako kolonia oraz folwark Konopiska leżące w powiecie częstochowskim w gminie Dzbów i parafii Konopiska. W 1827 we wsi znajdowało się 71 domów zamieszkanych przez 440 mieszkańców. W 1880 w miejscowości było 102 domów zamieszkanych przez 541 mieszkańców. Kolonia liczyła wówczas 1542 mórg powierzchni.
Konopiska leżą w Częstochowskim Obszarze Rudonośnym i jest ważnym ośrodkiem tego obszaru. Historia wsi jak i gminy jest związana z wydobyciem rudy żelaza. Wyłącznie w okolicach samej wsi na przestrzeni XIX i XX wieku funkcjonowało około 16 kopalni.
Na początku XIX wieku funkcjonowała tu odkrywkowa kopalnia rud żelaza. Na przełomie XIX i XX wieku istniała wieloszybikowa kopalnia rud żelaza "Staropole", kopalnia "Emil", "Kąty I, II" oraz "Nowiny". Siedzibę w Konopiskach miała firma "Modrzejów-Hantke" Zakłady Górniczo-Hutnicze S.A. W latach 1899–1934 działała podziemna kopalnia rud żelaza "Konopiska", w latach 1918–1931 kopalnia "Nowiny I, II", w latach 1920–1937 kopalnia "Kąty I, II, III, IV", w latach 1921–1923 kopalnia "Maria", w latach 1929–1932 kopalnia "Emil" za Pałyszem, w latach 1933–1936 kopalnia "Janówka" w Konopiskach Małe, w latach 1934-36 kopalnia "Iza". Oprócz tych kopalni w latach 1916- 1922 i w latach 1926–1937 działała kopalnia odkrywkowa "Nowiny", w latach 1926–1928 kopalnia odkrywkowa "Kąty", w latach 1932–1937 kopalnia odkrywkowa "Progres" oraz znajdująca się na zachód od Konopisk działająca w latach 1936–1937 kopalnia odkrywkowa "Loluchna" szybikowa.
Pozostałościami po przemyśle kopalnianym w Konopiskach są m.in. willa dyrektora, budynki mieszkalne urzędników i pracowników, pierwsza parowozownia (w Pałyszu) oraz ambulatorium (przeniesione na Wygodę) kopalni "Konopiska". W centrum wsi znajduje się również pomnik kopalni rud żelaza.
W 1927 miejscowy organista Wentlant powołał do życia strażacką orkiestrę dętą (w 10 rocznicę utworzenia jednostki OSP). Orkiestra przez dekady nie działa regularnie. Reaktywacja nastąpiła w 1981 i od tego czasu zespół gra systematycznie.

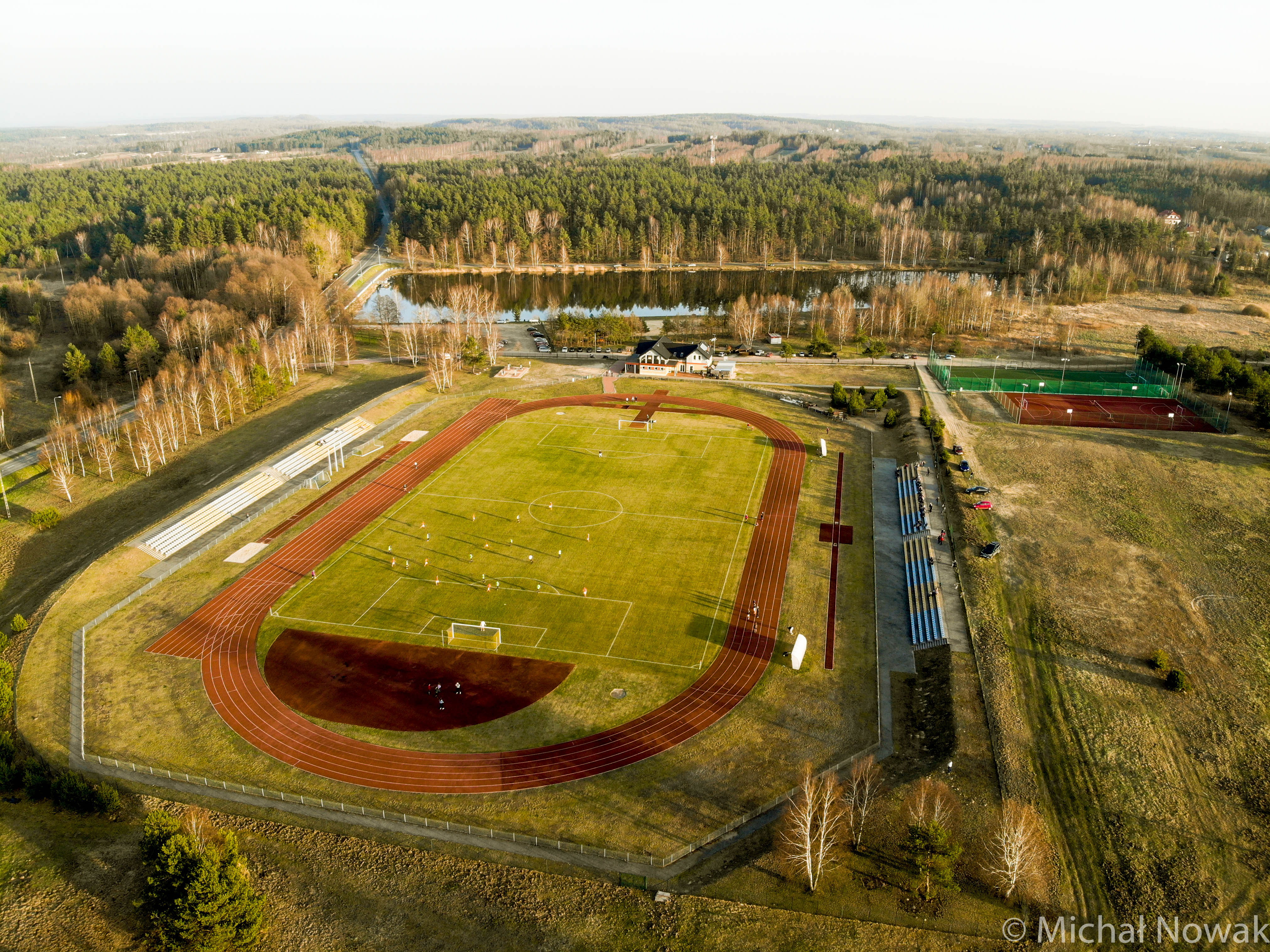
Stadion Lekkoatletyczny Imienia Ireny Szewińskiej w Konopiskach

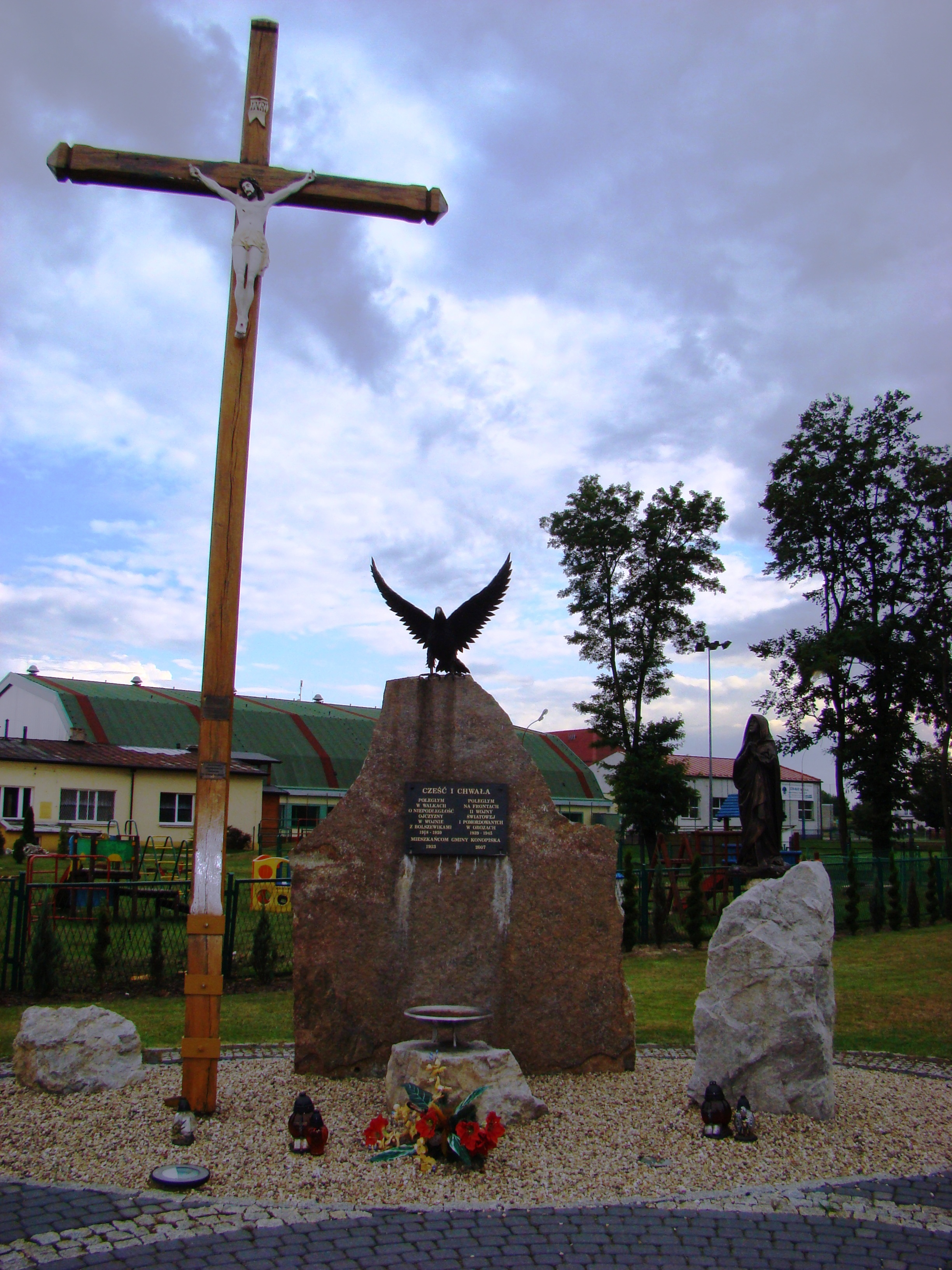
"Golgota Konopisk" upamiętniająca mieszkańców poległych w wojnie polsko-bolszewickiej i II wojnie światowej

## Zabytki
- murowany kościół pod wezwaniem św. Walentego i św. Wawrzyńca wybudowany w latach 1903–1910; od 2004 roku jest wpisany do rejestru zabytków
- kaplica murowana z drugiej połowy XIX wieku
- kaplica cmentarna z 1879 roku
- cmentarz; od 1988 roku wpisany do rejestru zabytków[9]
- Dwór modrzewiowy z 1644 roku (nie istnieje)

## Wspólnoty wyznaniowe
- Kościół rzymskokatolicki:
  - parafia św. Walentego, ul. Częstochowska 12
- Świadkowie Jehowy:
  - zbór Konopiska (Sala Królestwa ul. Źródlana 6)[10]

## Urodzeni w Konopiskach
- Marek Przybylik, dziennikarz znany m.in. z programu Szkło kontaktowe w TVN24
- Andrzej Szymanek, piłkarz i trener

## Transport
Połączenie gminy Konopiska z Częstochową zapewnia firma GTV BUS:
linia 101 Aleksandria Skrzyżowanie- Kopalnia - Konopiska- Wygoda - Częstochowa- Dworzec Główny PKP
oraz MPK Częstochowa - linia 33 Wąsosz- Wygoda- Częstochowa-Piłsudskiego.
Połączenia gminne obsługiwane przez GTV BUS:
linia 102 Konopiska Rynek - Jamki przez Korzonek i Leśniaki,
linia 103 Konopiska Rynek - Konopiska Rynek (linia okrężna) przez Wygodę, Wąsosz, Łaziec, Rększowice, Hutki, Rększowice, Jamki, Kowale, Leśniaki, Korzonek,
linia 104 Konopiska Rynek (część kursów skróconych do przystanku Wygoda Skrzyżowanie) - Hutki przez  Wygodę, Wąsosz, Łaziec i Rększowice,
linia 105 Konopiska Rynek- Walaszczyki Las- Ostrowy gm. Blachownia.
linia 106 Aleksandria Szkoła - Aleksandria Szkoła (przewóz szkolny, dwa kursy godz. 7:45 i 15:35).

## Sport
W Konopiskach działa założony w 1946 roku klub piłkarski Lot Konopiska. Siedziba klubu znajduje się przy ulicy Lipowej 8. W latach 1957–1958 drużyna piłkarska występowała w C Klasie, grupie II częstochowskiej (VI poziom rozgrywek piłkarskich). W latach 1967–1975 drużyna występowała w częstochowskiej A Klasie, w sezonach 1993/1994 i 2000/2001 w IV lidze (IV poziom), w latach 1994–2000, 2001-2009 w Klasie okręgowej, a w latach 2012–2015 w IV lidze, grupie śląskiej I (V poziom). Wychowankami klubu byli m.in. Jan Kruk, bracia Zbigniew i Wojciech Sączek oraz Andrzej Szymanek (najlepszy strzelec - 309 goli).
W 2006 roku we wsi rozpoczął działalność klub golfowy Rosa Private Golf Club, który zarządza polem golfowym o powierzchni 90 ha, znajdującym się w północnej części wsi. Pole to jest od 2006 roku miejscem rozgrywania turniejów golfowych o randze międzynarodowej i krajowej, a także amatorskich turniejów dla członków klubu.
Nad zalewem "Pająk" znajduje się stadion Lekkoatletyczny Imienia Ireny Szewińskiej.